# Certificat d'études supérieures préparatoires
Pour les articles homonymes, voir Certificat d'études.
 (août 2012).
Si vous disposez d'ouvrages ou d'articles de référence ou si vous connaissez des sites web de qualité traitant du thème abordé ici, merci de compléter l'article en donnant les références utiles à sa vérifiabilité et en les liant à la section « Notes et références ».
En France, des certificats d'études supérieures préparatoires, ou certificats propédeutiques, furent à partir de 1896 progressivement mis en place dans les facultés des sciences, puis des lettres. Ils avaient pour objectif de sanctionner un enseignement intermédiaire entre l'enseignement secondaire des classes de terminale des lycées et l'enseignement des certificats d'études supérieures de licence proprement dit. Ils constituèrent ainsi, pour les mathématiques et les sciences physiques, une alternative à l'enseignement de la classe de mathématiques spéciales des lycées. 
Comptant initialement à part entière comme certificat de licence, ils perdirent ensuite cette qualité pour devenir des certificats préalables aux certificats de licence, d'abord facultatifs, puis obligatoires, sanctionnant alors l'année d'études dite propédeutique formant le premier cycle des études supérieures. Ces certificats disparurent en 1966 à la suite de la Réforme Fouchet des universités et ses décrets de 1966, qui organisa le premier cycle sur deux ans avec comme sanction des études le diplôme universitaire d'études scientifiques et le diplôme universitaire d'études littéraires.

## Aspect historique et description des certificats

### Création
En sciences, deux types de certificats préparatoires apparurent parallèlement entre 1896 et 1910, un certificat de mathématiques préparatoires, ou mathématiques générales, et un certificat d'études supérieures de sciences portant sur la physique, la chimie et l'histoire naturelle (en abrégé S.P.C.N). 
Le certificat de mathématiques générales donnait les outils mathématiques nécessaires à la préparation des certificats de physique de licence et assurait la transition entre l'enseignement de mathématiques de terminale et l'enseignement des certificats de calcul différentiel et intégral de licence. Le programme de ce certificat était proche du programme de mathématiques des classes de mathématiques spéciales des lycées. Un décret de 1911 rend l'admission aux concours d'entrée à la section sciences de l'École normale supérieure, aux bourses de licence ès sciences et à l'École polytechnique équivalente au certificat d'études supérieures générales en vue de la licence ès sciences et de l'agrégation des sciences physiques. Cette équivalence sera étendue par la suite à d'autres écoles.
Le certificat d'études supérieures de sciences portant sur la physique, la chimie et l'histoire naturelle reposait quant à lui sur le programme du certificat d'études physiques, chimiques et naturelles, préalable aux études de médecine, avec un complément de géologie. Il était donc destiné plus particulièrement aux étudiants voulant entreprendre ensuite la préparation d'une licence en sciences naturelles. 
Dès 1907 est proposé la création d'un certificat d'études supérieures de mathématiques, physique et chimie avec notamment pour but d'en faire un prérequis à la préparation du certificat de physique générale de licence et aux études d'ingénieurs en tant que sanction de la classe de mathématiques spéciales. C'est à partir de 1921 qu'un certificat d'études supérieures de mathématiques, physique et chimie est peu à peu créé dans les facultés des sciences, avec comme désignation abrégée le sigle M.P.C. Il n'est cependant pas institué comme sanction de la classe de mathématiques spéciales des lycées, mais uniquement comme certificat préparatoire aux certificats de physique et de chimie de licence.

### Évolution après la Seconde Guerre mondiale
En 1947 l'année de préparation des certificats propédeutiques devient obligatoire. L'année propédeutique est réformée en 1958 en même temps que les certificats de licence. Le certificat de mathématiques générales est remplacé par un certificat de mathématiques générales et physique, en abrégé MGP, destiné aux étudiants en mathématiques et en physique. Bien que l'enseignement du premier cycle soit condensé en une année, beaucoup d'étudiants ont peine à assimiler en un an les connaissances exigées en MGP, un grand nombre d'entre eux redouble, n'obtenant le certificat d'études supérieure préparatoires qu'au bout de la deuxième année d'études. Des sections spéciales sont réservées aux redoublants dans certaines facultés.

### Critiques
Peu à peu les programmes de ces certificats propédeutiques ont pris une importance « démesurée », ainsi, en 1957, le MPC (mathématiques, physique, chimie) « (pour la préparation duquel il [fallait] compter […] deux ans en moyenne si l'on [voulait] vraiment connaître l'ensemble du programme) [était] devenu à lui seul l'équivalent de l'ancienne licence es sciences physiques [d'avant 1896]. », il en est de même pour le certificat SPCN, « la différence est qu'à cette époque la licence se préparait normalement en deux ans, alors qu'aujourd'hui [NB : 1960] un certificat de propédeutique devrait être acquis au bout d'un an après le baccalauréat. Avec le régime actuel, après avoir obtenu un certificat propédeutique, les étudiants dans leur grande majorité ont peut-être une teinte de tout, mais ne possèdent pas de connaissances solides. Les certificats propédeutiques ne remplissent pas le rôle qui aurait dû être le leur dans l'esprit de ceux qui les ont créés. L'étendue des programmes des certificats précédents, et en particulier du SPCN, a une autre conséquence pour la chimie et qui est la suivante. Quoique les programmes de chimie ne soient pas trop chargés et soient satisfaisants dans l'ensemble, les étudiants ne peuvent pas consacrer à l'étude de cette science le temps suffisant. Il en résulte bien souvent que pour les certificats de chimie du second cycle, les professeurs sont obligés de réserver un nombre parfois relativement important de leçons pour traiter des questions qui devraient être connues. »

### Programmes et modalités d'évaluation

#### Mathématiques
En 1965, les enseignements de mathématiques dans les divers certificats propédeutiques sont répartis selon les horaires suivants : MGP 5 h 1/2 de cours et 6 h de travaux pratiques consistant en des exercices traités par les assistants, la correction de problèmes et des interrogations orales par petits groupes ; MPC, 3 h 1/2 de cours et 3 h 1/2 de travaux pratiques ; SPCN, 1 h de cours et 1 h de travaux pratiques.
Le programme de mathématiques de MGP couvre les techniques de base des mathématiques, structures algébriques simples, polynômes, fractions rationnelles, algèbre linéaire, matrices, valeurs propres, formes quadratiques, étude de {\displaystyle \mathbb {R} ^{n}}. Séries à termes réels ou complexes, convergence, séries entières. Fonctions d'une ou plusieurs variables réelles, dérivées partielles ; intégrale de Riemann, calcul d'intégrales, intégration d'équations différentielles simples. Applications au calcul numérique, à la géométrie et à la mécanique. En MPC, les mêmes sujets sont traités, mais plus superficiellement ; l'enseignement est de caractère beaucoup plus pratique et certains résultats sont admis sans démonstration. Cela permet de donner en outre quelques notions sur les séries de Fourier, sur les formes différentielles et leur application à la transformation des intégrales multiples, et sur le calcul des probabilités. En SPCN et en propédeutique médicale, l'enseignement est consacré à la révision des cours étudiés au lycée pour le baccalauréat de sciences expérimentales (fonction exponentielle et logarithme) ; à quelques notions sur les intégrales simples ou multiples, les équations différentielles, et surtout des éléments de statistique et de calcul des probabilités.
L'examen pour le certificat MGP comporte trois épreuves écrites, deux de mathématiques (une de trois heures et une de quatre) et une de physique ; l'oral comporte une interrogation de mathématiques, une interrogation de physique et une épreuve pratique de physique ; les mathématiques comptant pour cinq huitièmes de la note totale. En MPC, les mathématiques, la physique et la chimie interviennent à parts égales pour la note finale.

## Chronologie de l'habilitation ministérielle des certificats préparatoires dans les facultés des sciences

### Certificat de mathématiques
- Faculté des sciences de Bordeaux, certificat d'études supérieures de mathématiques préparatoires aux enseignements de mathématiques et de physique (calcul différentiel et intégral, mécanique, cosmographie), arrêté du 1er juillet 1896, élément d'analyse et de géométrie infinitésimale, arrêté de 1902
- Faculté des sciences de Caen, certificat d'études supérieures des éléments généraux de mathématiques (géométrie analytique, éléments de calcul différentiel et intégral et de mécanique, trigonométrie sphérique et ses applications à l'astronomie), arrêté du 1er juillet 1896, puis mathématiques générales, arrêté de 1910
- Faculté des sciences de l'université de l'université de Lyon, certificat de mathématiques préparatoires à la physique et aux sciences industrielles, arrêté du 10 novembre 1898, puis mathématiques générales, arrêté du 22 octobre 1907
- Faculté des sciences de l'université de Rennes, certificat d'études supérieures de mathématiques préparatoires aux enseignements de mathématiques et de physiques, arrêté du 12 juillet 1900, transformé en certificat d'études supérieures de mathématiques générales, arrêté du 28 décembre 1905
- Faculté des sciences de l'université de Lille, certificat de mathématiques générales, arrêté du 30 juillet 1902
- Faculté des sciences de l'université de Paris, certificat d'études supérieures de mathématiques préparatoires à l'étude des sciences physiques (analyse et mécanique), arrêté du 4 juin 1904
- Faculté des sciences de l'université de Clermont, certificat d'études supérieures de mathématiques générales, arrêté du 28 décembre 1905
- Faculté des sciences de l'université de Grenoble, certificat d'études supérieures de mathématiques générales, arrêté du 4 janvier 1906
- Faculté des sciences de l'université de Poitiers, certificat d'études supérieures de mathématiques générales, 10 juillet 1906
- Faculté des sciences de l'université de Nancy, certificat d'études supérieures de mathématiques générales, arrêté du 22 octobre 1907

### Certificat d'études supérieures de sciences portant sur la physique, la chimie et l'histoire naturelle (S.P.C.N.)
Paris, arrêté du 20 juin 1905 et arrêté du 27 juin 1905 ; Grenoble, arrêté du 28 décembre 1905 ; Lille, arrêté du 29 décembre 1905; Dijon, arrêté du 26 mai 1906 ; Bordeaux, arrêté du 8 avril 1907; Toulouse, arrêté du 29 avril 1907; Rennes (arrêté du 10 février 1908), Poitiers (17 juin 1908), Montpellier (27 novembre 1908), Nancy (idem), Caen (19 décembre 1908).
D'après la circulaire du 15 décembre 1908 relative au certificat d'études supérieures de sciences portant sur la physique, la chimie et l'histoire naturelle (S.P.C.N.), ce certificat tient lieu de certificat d'études physiques, chimiques et naturelles (P.C.N.) exigé pour l'inscription en vue des études médicales.